# Taracticus vitripennis
Taracticus vitripennis är en tvåvingeart som först beskrevs av Luigi Bellardi 1861.  Taracticus vitripennis ingår i släktet Taracticus och familjen rovflugor. Inga underarter finns listade i Catalogue of Life.